# Albert Weber (Klavierbauer)

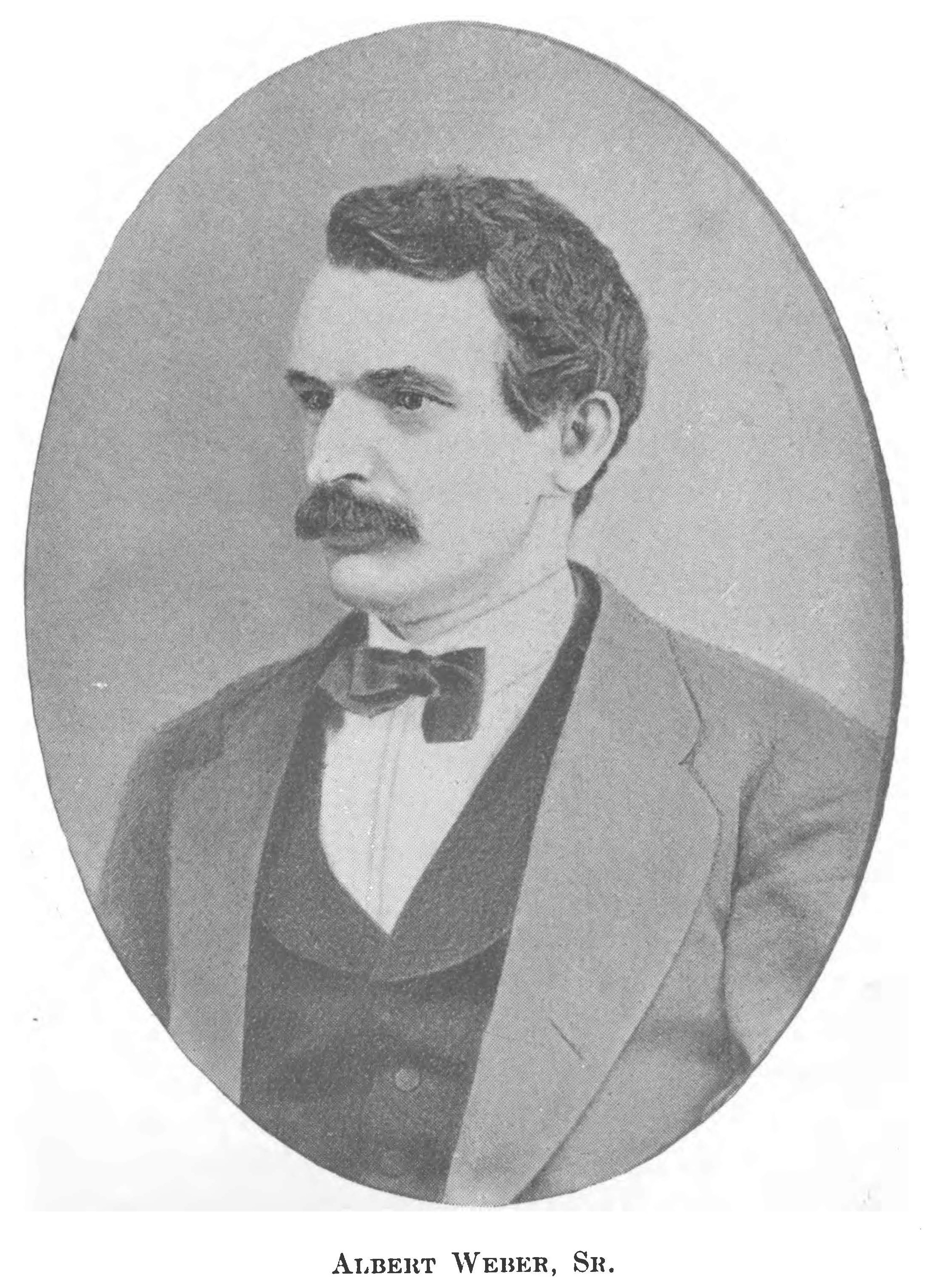
Albert Weber (1828–1879) auf einer anonymen und undatierten Abbildung aus New York

Albert Weber (* 8. Juli 1828 in Heiligenstadt in Oberfranken, Bayern; † 25. Juni 1879 in New York City) war ein deutschamerikanischer Klavierhersteller.

## Leben
Albert Weber war am Klavier ein Wunderkind und auch später ein exzellenter Klavierspieler. Er wanderte 1844 nach New York City in die USA aus. 
1852 begründete er, ein Jahr vor Heinrich Steinweg, in Manhattan in der White Street einen Klavierladen. Er verkaufte dort hochwertige Tafelklaviere und Konzertflügel. Später baute er an der Adresse 362 Fifth Avenue (Ecke 16. Street) eine Klavierfertigung auf. Dieses Unternehmen arbeitete ab den 1870er Jahren auf Augenhöhe mit dem Wettbewerber Steinway and Sons. 1874 war der Preis eines im Rokoko-Stil gehaltenen Weber-Flügels bei 1.400 US-Dollar, der Preis eines großen exklusiven Hauses im Viktorianischen Zeitalter.
Albert Weber war zusammen mit Steinway und Chickering & Sons aus Boston in die in den USA ruchbar gewordenen und sich über Jahre hinziehenden „Klavierkriege“ verwickelt, in denen sich die namhaften Hersteller in den Medien und vor Gericht um Fragen bekämpften, wer auf der Weltausstellung von Paris 1867 und auf der „Centennial“-Weltausstellung 1876 in Philadelphia die besten Klaviere ausgestellt hatte.
Albert Weber starb 1879 im Alter von nur 51 Jahren, wie man sagte, an Überarbeitung.

## Unternehmen
Weber-Pianos wurden die offiziellen Klaviere der Metropolitan Opera in New York, die im Oktober 1883 eröffnete. Das Unternehmen Weber erhielt auf der Londoner Weltausstellung 1887 und auf der Pariser Weltausstellung 1889 Goldmedaillen und entwickelte sich zu einem international erfolgreichen Unternehmen. 
König Alfons XIII. von Spanien wählte einen Weber-Flügel, auch die Päpste Pius X. und Pius XI. besaßen Flügel von Weber. Ein Weber-Flügel wurde an den Élysée-Palast Paris geliefert. Weber-Flügel fanden sich in den Königshäusern von England, Wales, Frankreich, Italien und Schweden. Weber-Kunden waren der englische Teehändler Sir Thomas Lipton und der italienische Diktator Benito Mussolini. Moritz Rosenthal, einer der besten Schüler von Franz Liszt, Ignacy Jan Paderewski und James Mapleston wählten Weber-Klaviere für ihre Konzertauftritte. 
1903 kaufte die Aeolian Company, ein Hersteller von Pianolas, das Unternehmen Weber auf. Um diese Zeit wurde auch eine Fertigung von Weber-Klavieren in Hayes, England, gegründet. 1985 schloss die Aeolian-Fabrik. Die Rechte am Markennamen Weber wurden 1986/87 an den koreanischen Klavierhersteller Young Chang verkauft. Weber sollte die Top-Marke im Verbund des koreanischen Herstellers werden. 1992 wurden neue Modelle lanciert. Im Dezember 2003 beendete Young Chang die Herstellung von Weber-Pianos. 
In Berlin gab es einen Klavierhersteller namens Weber, der aber mit dem US-Unternehmen keinerlei Verbindungen hatte.

## Quelle
- Geschichte der Firma Weber auf deren Website (englisch).

| Personendaten    | Personendaten                           |
| ---------------- | --------------------------------------- |
| NAME             | Weber, Albert                           |
| KURZBESCHREIBUNG | deutschamerikanischer Klavierhersteller |
| GEBURTSDATUM     | 8. Juli 1828                            |
| GEBURTSORT       | Heiligenstadt in Oberfranken, Bayern    |
| STERBEDATUM      | 25. Juni 1879                           |
| STERBEORT        | New York City                           |